# 41A villamos (Budapest)
A budapesti 41A jelzésű villamos a Moszkva tér és a Budafok kocsiszín között közlekedett. A járatot a Budapesti Közlekedési Zrt. üzemeltette.

## Története
1963 és 1966 között 41A jelzésű betétjárat közlekedett 1965-ig a Budafok, forgalmi telep és Budaörs között, majd ezután a Móricz Zsigmond körtértől Albertfalva, kitérő megállóhelyig.
2007. augusztus 21-én újraindult a Batthyány tér és a Budafok kocsiszín között. 2008. október 13-ától rövidítve, csak a Lánchídig járt, majd december 6-ától a Moszkva térhez terelték. 2008. december 19-én megszűnt.
A 2010-es BKV-sztrájk alatt újra járt 41A jelzésű villamos a Kamaraerdő és a Bocskai út között 90 percenként.

## Útvonala
| Budafok kocsiszín felé | Moszkva tér M felé |
| --- | --- |
| Moszkva tér M vá. – aluljáró – Krisztina körút – Döbrentei tér – Szent Gellért rakpart – Szent Gellért tér – Bartók Béla út – Móricz Zsigmond körtér – Fehérvári út – Budafok kocsiszín vá. | Budafok kocsiszín vá. – Fehérvári út – Móricz Zsigmond körtér – Bartók Béla út – Szent Gellért tér – Szent Gellért rakpart – Döbrentei tér – Krisztina körút – aluljáró – Moszkva tér M vá. |

## Megállóhelyei
Az átszállási kapcsolatok között az azonos útvonalon közlekedő 41-es villamos nincsen feltüntetve.
| 0  | Moszkva tér M végállomás (2008)                   | 27 | Nem érintette                                                                             | 4, 6, 18, 56, 59, 61 5, 16, 16A, 22, 22E, 39, 90, 90A, 91, 102, 116, 128, 149, 155, 156, 190, 222, 256 781, 782, 783, 784, 785, 786, 787, 789, 795, 801 |
| 2  | Déli pályaudvar M                                 | 24 | Nem érintette                                                                             | 18, 56, 59, 61 39, 90, 90A, 102, 139A Budapest-Déli |
| 3  | Mikó utca                                         | 23 | Nem érintette                                                                             | 18, 56 |
| 4  | Krisztina tér                                     | 22 | Nem érintette                                                                             | 18, 56 5, 16, 105, 178, 178A |
| 6  | Dózsa György tér                                  | 20 | Nem érintette                                                                             | 18, 56 5, 16, 178, 178A |
| 7  | Döbrentei tér                                     | 18 | Nem érintette                                                                             | 18, 19, 56 5, 8, 19-41V, 86, 112, 178, 178A |
| 11 | Szent Gellért tér                                 | 15 | Nem érintette                                                                             | 18, 19, 56 7, 19-41V, 47-49V, 86, 149V, 173, 233E |
| 13 | Bertalan Lajos utca                               | 14 | Nem érintette                                                                             | 18, 19, 56 47-49V, 149V |
| 14 | Móricz Zsigmond körtér végállomás (1965–1970)     | 12 | 6, 9, 9A, 18, 19, 43, 43A, 47, 49, 61, 68 1, 3, 7, 7C, 10, 10A, 10B, 27, 40, 53, 53A, 140 | 6, 18, 19, 56, 61 7, 7E, 27, 33, 33Abr, 33E, 40, 40E, 47-49V, 153, 149V, 173, 173E, 188E, 203, 240, 240E                                                |
| 15 | Bocskai út                                        | 11 | 4, 4A, 9, 18, 43, 43A, 47, 66 3, 12, 53, 53A, 86                                          | 4, 18, 56 53, 86, 149V, 150E, 212 |
| 17 | Fővárosi Művelődési Ház (korábban: Sárbogárdi út) | 10 | 4, 9, 18, 43, 43A, 47 3                                                                   | 18, 56 |
| 18 | Hauszmann Alajos utca (korábban: Bártfai utca)    | 9  | 4, 9, 18, 43, 43A, 47 3, 14, 83Y                                                          | 18, 56 |
| 19 | Hengermalom út (korábban: Szakasits Árpád út)     | 8  | 4, 9, 18, 43, 43A, 47 3, 14, 83, 83Y                                                      | 18, 56 103, 114, 213, 214 |
| 21 | Kalotaszeg utca                                   | 7  | 4, 9, 18, 43, 43A, 47                                                                     | 18, 56 |
| 22 | Andor utca                                        | 6  | 4, 9, 18, 43, 43A, 47 3, 14                                                               | 18, 56 114, 213, 214 |
| 23 | Albertfalva, kitérő végállomás (1965–1970)        | 4  | 4, 9, 18, 43, 43A, 47                                                                     | 18, 56 |
| 25 | Építész utca                                      | 2  | Nem érintette                                                                             | 18, 56 114, 213, 214 |
| 26 | Fonyód utca                                       | 1  | Nem érintette                                                                             | 18, 56 114, 213, 214 |
| 27 | Budafok kocsiszín végállomás (2007–2008)          | 0  | Nem érintette                                                                             | 18, 56 7, 141, 141A Budafok-Albertfalva |